# Peter Warlock
Peter Warlock är en pseudonym som Philip Arnold Heseltine, född 30 oktober 1894 i London, död där 17 december 1930, använde för sin verksamhet som tonsättare. Som kritiker använde han sitt eget namn, men för eftervärlden är han ändå mest känd som tonsättaren Peter Warlock. Före och efter första världskriget bodde Warlock i den walesiska byn Abermule.
Warlock skrev över hundra sånger, ett antal körverk och ett fåtal instrumentalstycken. Han var inspirerad av tonsättarna Frederick Delius, Bernard van Dieren samt elisabetansk- och folkmusik. Hans kanske mest kända verk är Capriol Suite från 1926.

## Verkförteckning
För körverken står SATB för sopran, alt, tenor och bas.
| 1. Sånger (med pianoackompanjemang)            | 1. Sånger (med pianoackompanjemang)                                                                           | 1. Sånger (med pianoackompanjemang)                                      | 1. Sånger (med pianoackompanjemang) | 1. Sånger (med pianoackompanjemang) | 1. Sånger (med pianoackompanjemang)             |
| År                                             | Titel/Första rad                                                                                              | Text                                                                     | Röstläge/kör                        | Instrument                          | Anmärkningar                                    |
| ---------------------------------------------- | --- | ------------------------------------------------------------------------ | ----------------------------------- | ----------------------------------- | ----------------------------------------------- |
| 1911                                           | The Wind from the West                                                                                        | Ella Young                                                               |                                     |                                     |                                                 |
| 1911                                           | A Lake and a Fairy Boat                                                                                       | Thomas Hood                                                              |                                     |                                     |                                                 |
| 1911                                           | Music, when soft voices die                                                                                   | Percy Bysshe Shelley                                                     |                                     |                                     | 2 versioner                                     |
| 1915                                           | The Everlasting Voices                                                                                        | William Butler Yeats                                                     |                                     |                                     |                                                 |
| 1916                                           | The Cloths of Heaven                                                                                          | William Butler Yeats                                                     |                                     |                                     | Omarbetad 1919                                  |
| 1916–17                                        | Saudades: 1. Along the Stream                                                                                 | Li Po                                                                    |                                     |                                     |                                                 |
| 1916–17                                        | Saudades: 2. Take, O take those lips away                                                                     | William Shakespeare                                                      |                                     |                                     |                                                 |
| 1916–17                                        | Saudades: 3. Heraclitus                                                                                       | Kallimachos från Kyrene                                                  |                                     |                                     |                                                 |
| 1917                                           | The Water Lily                                                                                                | R. Nichols                                                               |                                     |                                     |                                                 |
| 1917                                           | I asked a thief to steal me a peach                                                                           | William Blake                                                            |                                     |                                     | 2 versioner                                     |
| 1918                                           | Bright is the ring of words                                                                                   | Robert Louis Stevenson                                                   |                                     |                                     |                                                 |
| 1918                                           | To the Memory of a Great Singer                                                                               | Robert Louis Stevenson                                                   |                                     |                                     | Omarbetad 1922                                  |
| 1918                                           | Take, O take those lips away                                                                                  | William Shakespeare                                                      |                                     |                                     |                                                 |
| 1918                                           | As ever I saw                                                                                                 |                                                                          |                                     |                                     |                                                 |
| 1918                                           | My gostly fader                                                                                               | Karl, hertig av Orléans                                                  |                                     |                                     |                                                 |
| 1918                                           | The bayley berith the bell away                                                                               |                                                                          |                                     |                                     |                                                 |
| 1918                                           | Whenas the rye                                                                                                | George Peele                                                             |                                     |                                     |                                                 |
| 1918?                                          | Dedication | Philip Sydney                                                            |                                     |                                     |                                                 |
| 1918–19?                                       | Love for Love                                                                                                 |                                                                          |                                     |                                     |                                                 |
| 1918–19?                                       | My sweet little darling                                                                                       |                                                                          |                                     |                                     |                                                 |
| 1918–19?                                       | Sweet Content                                                                                                 | Thomas Dekker                                                            |                                     |                                     |                                                 |
| 1919?                                          | Balulalow | Martin Luther (skotsk översättning av "Vom Himmel hoch, da komm ich her" |                                     |                                     |                                                 |
| 1919                                           | Mourne no Moe                                                                                                 | John Fletcher                                                            |                                     |                                     |                                                 |
| 1919                                           | Romance | Robert Louis Stevenson                                                   |                                     |                                     |                                                 |
| 1919?                                          | There is a Lady                                                                                               |                                                                          |                                     |                                     |                                                 |
| 1920                                           | Play Acting                                                                                                   |                                                                          |                                     |                                     |                                                 |
| 1921                                           | Captain Stratton's Fancy                                                                                      | John Masefield                                                           |                                     |                                     |                                                 |
| 1921                                           | Mr Belloc's Fancy                                                                                             | J.C. Squire                                                              |                                     |                                     | 2 versioner                                     |
| 1921–22                                        | Late Summer                                                                                                   | Edward Shanks                                                            |                                     |                                     |                                                 |
| 1922                                           | Good Ale |                                                                          |                                     |                                     |                                                 |
| 1922                                           | Hey troly loly lo                                                                                             |                                                                          |                                     |                                     |                                                 |
| 1922                                           | The Bachelor                                                                                                  |                                                                          |                                     |                                     |                                                 |
| 1922                                           | Piggesnie |                                                                          |                                     |                                     |                                                 |
| 1922                                           | Little Trotty Wagtail                                                                                         | John Clare                                                               |                                     |                                     |                                                 |
| 1922                                           | The Singer | Edward Shanks                                                            |                                     |                                     |                                                 |
| 1922                                           | Adam lay ybounden                                                                                             |                                                                          |                                     |                                     |                                                 |
| 1922                                           | Rest sweet nymphs                                                                                             |                                                                          |                                     |                                     |                                                 |
| 1922                                           | Sleep | John Fletcher                                                            |                                     |                                     |                                                 |
| 1922                                           | Tyrley Tyrlow                                                                                                 |                                                                          |                                     |                                     |                                                 |
| 1922                                           | Lillygay: The Distracted Maid; Johnny wi' the Tye; The Shoemaker; Burd Ellen and Young Tamlane; Rantum Tantum | V.B. Neuburg                                                             |                                     |                                     |                                                 |
| 1922                                           | Peterisms, set I: Chopcherry                                                                                  | George Peele                                                             |                                     |                                     |                                                 |
| 1922                                           | Peterisms, set I: A Sad Song                                                                                  | John Fletcher                                                            |                                     |                                     |                                                 |
| 1922                                           | Peterisms, set I: Rutterkin                                                                                   | John Skelton                                                             |                                     |                                     |                                                 |
| 1922–23                                        | Peterisms, set II: Roister Doister                                                                            | N. Udall                                                                 |                                     |                                     |                                                 |
| 1922–23                                        | Peterisms, set II: Spring                                                                                     | Thomas Nashe                                                             |                                     |                                     |                                                 |
| 1922–23                                        | Peterisms, set II:Lusty Juventus                                                                              | Robert Wever                                                             |                                     |                                     |                                                 |
| 1922                                           | In an arbour green                                                                                            |                                                                          |                                     |                                     |                                                 |
| 1922                                           | Autumn Twilight                                                                                               | Arthur Symons                                                            |                                     |                                     |                                                 |
| 1923                                           | Milkmaids | John Smith                                                               |                                     |                                     |                                                 |
| 1923                                           | Candlelight (12 nursery rhymes)                                                                               |                                                                          |                                     |                                     |                                                 |
| 1923                                           | Jenny Gray |                                                                          |                                     |                                     |                                                 |
| 1923                                           | I held love's head                                                                                            | Robert Herrick                                                           |                                     |                                     |                                                 |
| 1923                                           | Thou gav'st me leave to kiss                                                                                  | Robert Herrick                                                           |                                     |                                     |                                                 |
| 1923                                           | Consider | Ford Madox Ford                                                          |                                     |                                     |                                                 |
| 1924                                           | Twelve Oxen                                                                                                   |                                                                          |                                     |                                     |                                                 |
| 1924                                           | The Toper's Song                                                                                              |                                                                          |                                     |                                     |                                                 |
| 1924                                           | Sweet and Twenty                                                                                              | William Shakespeare                                                      |                                     |                                     |                                                 |
| 1924                                           | Peter Warlock's Fancy                                                                                         |                                                                          |                                     |                                     |                                                 |
| 1924                                           | Yarmouth Fair                                                                                                 | H. Collins                                                               |                                     |                                     |                                                 |
| 1924                                           | I have a garden                                                                                               | Thomas Moore                                                             |                                     |                                     | Omarbetad från 1910                             |
| 1925                                           | Chanson du jour de Noel                                                                                       | Clément Marot                                                            |                                     |                                     |                                                 |
| 1925                                           | Pretty Ring Time                                                                                              | William Shakespeare                                                      |                                     |                                     |                                                 |
| 1925                                           | A Prayer to St Anthony                                                                                        | Arthur Symons                                                            |                                     |                                     |                                                 |
| 1925                                           | The Sick Heart                                                                                                | Arthur Symons                                                            |                                     |                                     |                                                 |
| 1926                                           | The Countryman                                                                                                | J. Chalkhill                                                             |                                     |                                     |                                                 |
| 1926                                           | Maltworms | W. Stevenson                                                             |                                     |                                     | Med Ernest John Moeran                          |
| 1926                                           | The Birds | Hilaire Belloc                                                           |                                     |                                     |                                                 |
| 1926                                           | Robin Goodfellow                                                                                              |                                                                          |                                     |                                     |                                                 |
| 1926                                           | Jillian of Berry                                                                                              | Francis Beaumont och John Fletcher                                       |                                     |                                     |                                                 |
| 1926                                           | Away to Twiver                                                                                                |                                                                          |                                     |                                     |                                                 |
| 1926                                           | Fair and True                                                                                                 | Nicholas Breton                                                          |                                     |                                     |                                                 |
| 1927                                           | Ha'nacker Mill                                                                                                | Hilaire Belloc                                                           |                                     |                                     |                                                 |
| 1927                                           | The Night | Hilaire Belloc                                                           |                                     |                                     |                                                 |
| 1927                                           | My Own Country                                                                                                | Hilaire Belloc                                                           |                                     |                                     |                                                 |
| 1927                                           | The First Mercy                                                                                               | Bruce Blunt                                                              |                                     |                                     |                                                 |
| 1927                                           | The Lover's Maze                                                                                              | Thomas Campion                                                           |                                     |                                     |                                                 |
| 1927                                           | Cradle Song                                                                                                   | John Phillip                                                             |                                     |                                     |                                                 |
| 1927                                           | Sigh no more ladies                                                                                           | William Shakespeare                                                      |                                     |                                     |                                                 |
| 1927                                           | Walking the Woods                                                                                             |                                                                          |                                     |                                     |                                                 |
| 1927                                           | Mockery | William Shakespeare                                                      |                                     |                                     |                                                 |
| 1927                                           | The Jolly Shepherd                                                                                            |                                                                          |                                     |                                     |                                                 |
| 1928                                           | Queen Anne |                                                                          |                                     |                                     |                                                 |
| 1928                                           | Passing by |                                                                          |                                     |                                     |                                                 |
| 1928                                           | The Passionate Shepherd                                                                                       | Christopher Marlowe                                                      |                                     |                                     | Seven Songs of Summer No. 1                     |
| 1928                                           | The Contented Lover                                                                                           | övers. J. Mabbe                                                          |                                     |                                     | Seven Songs of Summer No. 2                     |
| 1928                                           | Youth | Robert Wever                                                             |                                     |                                     | Seven Songs of Summer No. 3                     |
| 1928                                           | The Sweet o' the Year                                                                                         | William Shakespeare                                                      |                                     |                                     | Seven Songs of Summer No. 4                     |
| 1928                                           | Tom Tyler |                                                                          |                                     |                                     | Seven Songs of Summer No. 5                     |
| 1928                                           | Elore Lo |                                                                          |                                     |                                     | Seven Songs of Summer No. 6                     |
| 1928                                           | The Droll Lover                                                                                               |                                                                          |                                     |                                     | Seven Songs of Summer No. 7                     |
| 1928                                           | And wilt thou leave me thus?                                                                                  | Thomas Wyatt                                                             |                                     |                                     |                                                 |
| 1928                                           | The Cricketers of Hambledon                                                                                   | Bruce Blunt                                                              |                                     |                                     |                                                 |
| 1928                                           | Fill the Cup, Philip                                                                                          |                                                                          |                                     |                                     |                                                 |
| 1929                                           | The Frostbound Wood                                                                                           | Bruce Blunt                                                              |                                     |                                     |                                                 |
| 1930                                           | After Two Years                                                                                               | Richard Aldington                                                        |                                     |                                     |                                                 |
| 1930                                           | The Fox | Bruce Blunt                                                              |                                     |                                     |                                                 |
| 1930                                           | Bethlehem Down                                                                                                | Bruce Blunt                                                              |                                     |                                     | Omarbetning av körversion från 1927             |
| 2. Körverk (a cappella om inget annat anges)   | |                                                                          |                                     |                                     |                                                 |
| År                                             | Titel/Första rad                                                                                              | Text                                                                     | Röstläge/kör                        | Instrument                          | Anmärkningar                                    |
| 1916                                           | The Full Heart                                                                                                | R. Nichols                                                               | Sopran-solo SSAATTBB-kör            |                                     | Omarbetad 1921                                  |
| 1918                                           | As Dewe in Aprylle,                                                                                           |                                                                          | SSAATBB-kör                         |                                     |                                                 |
| 1918                                           | Benedicamus Domino                                                                                            |                                                                          | SSAATTBB-kör                        |                                     |                                                 |
| 1918                                           | Cornish Christmas Carol                                                                                       | Henry Jenner                                                             | SSAATTBB-kör                        |                                     |                                                 |
| 1918                                           | Kanow Kernow                                                                                                  | Henry Jenner                                                             | SSAATB-kör                          |                                     |                                                 |
| 1919                                           | Corpus Christi                                                                                                |                                                                          | Alt- och tenor-solon SSAATBB-kör    |                                     |                                                 |
| 1923                                           | Tyrley Tyrlow (carol)                                                                                         |                                                                          | SATB-kör                            | Orkester                            |                                                 |
| 1923                                           | Balulalow (carol)                                                                                             |                                                                          | Sopran-solo SATB-kör                | Stråkorkester                       |                                                 |
| 1923                                           | The Sycamore Tree (carol)                                                                                     |                                                                          | SATB-kör                            | Orkester                            |                                                 |
| 1925                                           | One More River                                                                                                |                                                                          | Baryton-solo TTBB-kör               | Piano                               |                                                 |
| 1925                                           | The Lady's Birthday                                                                                           |                                                                          | Baryton-solo ATTB-kör               | Piano                               |                                                 |
| 1925                                           | The Spring of the Year                                                                                        | Allan Cunningham                                                         | SATB-kör                            |                                     |                                                 |
| 1923–25                                        | Dirge: All the flowers of spring                                                                              | John Webster                                                             | SSAATTBB-kör                        |                                     |                                                 |
| 1923–25                                        | Dirge: Call for the Robin Redbreast                                                                           | John Webster                                                             | SSAA-kör                            |                                     |                                                 |
| 1923–25                                        | Dirge: The Shrouding of the Duchess of Malfi                                                                  | John Webster                                                             | TTBB-kör                            |                                     |                                                 |
| 1927                                           | Bethlehem Down                                                                                                | Bruce Blunt                                                              | SATB-kör                            |                                     | Sångversion 1930                                |
| 1927                                           | I saw a fair maiden                                                                                           |                                                                          | SATTB-kör                           |                                     |                                                 |
| 1927                                           | What Cheer? Good Cheer!                                                                                       |                                                                          | Unison kör                          |                                     |                                                 |
| 1927                                           | Where Riches is Everlastingly                                                                                 |                                                                          | SATB soli Unison kör                | Organ                               |                                                 |
| 1928                                           | The Rich Cavalcade                                                                                            | Frank Kendon                                                             |                                     | SATB-kör                            |                                                 |
| 1928                                           | The First Mercy                                                                                               | Bruce Blunt                                                              | SSA kör                             | Piano                               | Arrangemang av sång från 1927                   |
| 1928                                           | The bayley berith the bell away                                                                               |                                                                          | Två röster                          | Piano                               | Arrangemang av sång från 1927                   |
| 1929                                           | The Five Lesser Joys of Mary                                                                                  | D.L. Kelleher                                                            | Unison kör                          | Orgel                               |                                                 |
| 1930                                           | Carillon Carilla                                                                                              | Hilaire Belloc                                                           | SATB-kör                            | Orgel                               |                                                 |
| 3. Sånger med kammarmusikaliskt ackompanjemang | |                                                                          |                                     |                                     |                                                 |
| År                                             | Titel/Första rad                                                                                              | Text                                                                     | Röstläge/kör                        | Instrument                          | Anmärkningar                                    |
| 1919                                           | My lady is a pretty one                                                                                       |                                                                          | Solo röst                           | Stråkkvartett                       |                                                 |
| 1920–22                                        | The Curlew | W.B. Yeats                                                               | Tenor-solo                          | Flöjt, engelskt horn, stråkkvartett | Cykel av fem sånger                             |
| 1927                                           | Corpus Christi                                                                                                |                                                                          | Sopran och baryton                  | Stråkkvartett                       | Omarbetning av körversion från 1919             |
| 1926–27                                        | Sorrow's Lullaby                                                                                              | Thomas Lovell Beddoes                                                    | Sopran och baryton                  | Stråkkvartett                       |                                                 |
| 1927                                           | My little sweet darling                                                                                       |                                                                          | Solo röst                           | Stråkkvartett                       | Opublicerad omarbetning av sång från 1919       |
| 1930                                           | The Fairest May                                                                                               |                                                                          | Solo röst                           | Strråkkvartett                      | Omarbetning av sång från 1922                   |
| Odaterad                                       | Pretty Ring Time                                                                                              | William Shakespeare                                                      |                                     |                                     | Opublicerad omarbetning av sång från 1925       |
| 4. Instrumentala verk                          | |                                                                          |                                     |                                     |                                                 |
| År                                             | Titel/Första rad                                                                                              | Text                                                                     | Röstläge/kör                        | Instrument                          | Anmärkningar                                    |
| 1916–17                                        | Four Codpieces                                                                                                |                                                                          |                                     | Piano                               |                                                 |
| 1917                                           | A Chinese Ballet                                                                                              |                                                                          |                                     | Piano                               | Opublicerad                                     |
| 1917                                           | An Old Song                                                                                                   |                                                                          |                                     | Liten orkester                      |                                                 |
| 1917                                           | The Old Codger                                                                                                |                                                                          |                                     | Piano                               | Opubl. parodi på César Francks Symfoni i d-moll |
| 1918                                           | Folk Song Preludes                                                                                            |                                                                          |                                     | Piano                               |                                                 |
| 1921–22                                        | Serenade |                                                                          |                                     | Stråkorkester                       |                                                 |
| 1926                                           | Capriol Suite                                                                                                 |                                                                          |                                     | Piano duo eller stråkorkester       | Även arrangerad för stor orkester               |
| Odaterad                                       | Row well ye Mariners                                                                                          |                                                                          |                                     | Piano                               | Opublicerad                                     |